# Génial Génie
Génial Génie (Genie in the House) est une série télévisée britannique en 78 épisodes de 26 minutes, créée par Phil Ox, Isabelle Dubernet, Éric Fuhrer et Steven Bawol et diffusée entre le 29 mai 2006 et le 29 août 2009 sur Nickelodeon au Royaume-Uni.
En France, la série a été diffusée sur Canal J et rediffusée sur France 4 dans l'émission Ludo.

## Synopsis
Deux jeunes filles, Emma et Sophie, ont dégoté un génie dans une vieille lampe en cuivre gagnée à la tombola de leur école : Adil. Leur père, qui les élève seul, a accepté de l'héberger sous son toit, à la condition expresse qu'il n'exauce pas les vœux de ses filles. Question de principe éducatif. Mais on n'est pas sérieux quand on a 14 et 15 ans, et Emma et Sophie ont tôt fait de franchir l'interdit. C'est si tentant de se débarrasser en un clin d'œil d'un prof ennuyeux, de se décharger des tâches ménagères ou de se créer des clones pour échapper à une punition ! Manque de chance, Adil ne maîtrise pas encore totalement ses super pouvoirs. Et voilà comment un bon génie peut se transformer en machine à gaffes…

## Distribution

### Personnages principaux
- Jordan Metcalfe (VF : Olivier Podesta) : Adil le Génie
- Vicky Longley (VF : Lucile Boulanger) : Emma Norton
- Katie Sheridan (VF : Julie Turin) : Sophie Norton
- Wayne Morris (VF : Constantin Pappas) : Philip Norton

### Personnages récurrents
- Angus Kennedy (VF : Jean-François Kopf) : Max Baxter (saisons 1 à 4)
- Victoria Gay (VF : Solange Boulanger) : Caroline Smart (saison 1)
- Philip Fox (VF : Jean-François Laley) : M. Preston (saisons 2 à 4)
- Arabella Weir (VF : Marion Game) : Peggy (saison 2)
- Ellen Lister (VF : Marie-Eugénie Maréchal) : Melissa Fox (saison 2)
- Theo Fraser Steele (VF : Benoît Du Pac) : Owen (saisons 2 à 4)
- Darren John (VF : Fabrice Fara) : Clive (saisons 2 à 4)

### Invités

#### Saison 1
- Nicholas Kahn (VF : Philippe Bozo) : Abdab (saisons 1 et 2)
- Katy Bartrop (VF : Hélène Chanson) : Mme Mayer
- James Bellamy (VF : Hervé Grull) : Harold
- Jay Benedict : M. Soderburg
- Joseph Long : Leonard de Vinci
- Robbie Jarvis (VF : Adrien Solis) : Billy
- Ben Lloyd-Hughes (VF : Vincent de Boüard) : Wolfgang Amadeus Mozart
- Harry Lloyd : Nev

#### Saison 2
- Lorenzo Martelli (VF : Thierry Bourdon) : le Bambouchi
- Peter Peralta (VF : Alexandre Nguyen) : Ali Baba
- Polly Parsons (VF : Sylvie Jacob) : Princesse Saphir
- Patrick Monckton (VF : Jean-Claude Sachot) : le Sultan
- Nathan Guy (VF : Pascal Grull) : Prince Otto
- Jay Simon (VF : Pierre Laurens) : Raza Mataz
- Luke Waldock (VF : Charles Pestel) : Nadir
- Lucy Briers (VF : Cathy Diraison) : Miss Spinelli
- Grégori Baquet : le gardien de musée

 Source et légende : version française (VF) sur RS Doublage

## Épisodes
Note : Les titres français peuvent varier entre le site officiel et celui de Canal J.

### Saison 1 (2006-2007)
1. Moi... en mieux (The Clones)
2. Amie-amie (My New Best Friend)
3. Jurassique Papa (Cave Dad)
4. Clic-clac merci Vinci (Say Cheese)
5. Toutou pour ma Sophie (Puppy Love)
6. Classe tout risque (Teacher Adil)
7. Girlband (Girlband)
8. Cool papa cool (Daddy Cool)
9. Un génie de trop ! (Cuckoo in the Lamp)
10. Quand j'étais petit, je n'étais pas grand (Kidding Around)
11. Mozart Superstar (Rock Me Amadeus)
12. Mégalo Max (Maxed Out)
13. Un nain vaut mieux que deux tu l'auras (Gnome Sweet Gnome)
14. Zappy birthday (Control Freak)
15. Pa-pas de danse (Do You Want To Dance?)
16. Poupée barbante (Living Doll)
17. Momie, je t'aime (Game On)
18. Toi toi mon moi (Out of our Minds)
19. L'Espion qui m'Emma (For You Spies)
20. Votez pour moi ! (Election Selection)
21. Robot c'est trop ! (No Time Like the Future)
22. Voici Sophie (Me Me Me!)
23. Emma TV (Emma TV)
24. Le Génie que j'aime (I Love Adil!)
25. Chère momie (Mommie Dearest)
26. Passé-décomposé (Witch Way)

### Saison 2 (2007-2008)
1. La vie en rose (The Blob)
2. Abdad revient ! (Return of Abdab)
3. Le Petit Frère d'Adil/Junior Génie (Junior Genie)
4. La Remplaçante/Échanges de maître (Genie Swap)
5. Docteur Emma/Mon feuilleton préféré (Soap Opera)
6. Eau de Sophie no 5 (Eau de Sophie)
7. La Chaise de ma vie/Le Siège de l’amour (My Chair Lady)
8. Super Max (Super Max)
9. Deux pour le prix d'un/Silence on tourne (Double Trouble)
10. État grippal/Quand on a le virus (Genie Flu)
11. Orange amère/Un ami au poil (Juice Wars)
12. Le Rallye (Forget About It)
13. Princesse Emma (Princess Emma)
14. Mademoiselle la Proviseur/C’est du gâteau (Good Morning, Miss Norton)
15. Si on chantait ? (I Feel Like Singing)
16. Atomes crochus/Que le spectacle commence (Drama Queen)
17. Une fille au masculin/Comme un garçon (Girls Will Be Boys)
18. Retour aux années 1980 (Back to the 80's)
19. Le Génie de l'année (Genie of the Year)
20. Le Roi des génies (Bamboozled)
21. Retour à Balamkadaar 1 (Trilogy 1)
22. Retour à Balamkadaar 2 (Trilogy 2)
23. Retour à Balamkadaar 3 (Trilogy 3)
24. L'Argent de poche (Car Wash)
25. Prête-moi ta plume (Mr. Write)
26. Tombé dans le panneau (You've Been Framed)

### Saison 3 (2008-2009)
1. Planète blonde (World of Emma)
2. La Bague magique (Curse of the Genie Ring)
3. Un génie rien que pour moi ! (Pony Tale)
4. À quoi ça rime ? (Teachers Pet)
5. Deux Clive pour le prix d'un (Groovy Kind of Guy)
6. Mademoiselle Irma (Look to the Future)
7. Allô Génie ! (Genie Hotline)
8. L'Académie des stars (Fame School)
9. Adil à l'école [1/2] (Adil Goes to School [1/2])
10. Adil à l'école [2/2] (Adil Goes to School [2/2])
11. La Maison hantée (House of Ghosts)

### Saison 4 (2009-2010)
1. Que la fête commence (Rock On)
2. Géniale Sophie (Genie Sophie)
3. À l'abordage ! (Yo Ho Adil)
4. Quatre génies dans le vent (Rock the Casbah)
5. Faites-moi une fleur (Flower Power)
6. La Maison de poupée (Our House)
7. Pot de colle ! (Don't Tie Me Down)
8. Voisins-voisines (At Home with the Hortons)
9. Max Acteur (Max Actor)
10. Adil sans sa lampe [1/2] (Genie Without a Lamp [1/2])
11. Adil sans sa lampe [2/2] (Genie Without a Lamp [2/2])
12. Le Jour du génie (World Genie Day)
13. La Légende du dragon [1/3] (Legend of the Dragon [1/3])
14. La Légende du dragon [2/3] (Legend of the Dragon [2/3])
15. La Légende du dragon [3/3] (Legend of the Dragon [3/3])

## Commentaires
- Première fiction initiée par Canal J et Moi j'aime la télévision, Génial Génie a demandé un an de développement et a été produite avec Nickelodeon Royaume-Uni. Elle est donc le fruit d'une collaboration peu commune entre Français et Anglais. Au scénario, Isabelle Dubernet et Éric Furher, auteurs pour Eva Mag, C Net ou Plus belle la vie. Le tournage a eu lieu en Angleterre, dans les studios d'Elstree où a été tourné Star Wars.
- Un téléfilm portant le même titre, mais sans aucun rapport avec la série, a été diffusé sur la chaine française Gulli le 7 janvier 2009.